# Mniobia lenta
Mniobia lenta är en hjuldjursart som beskrevs av Donner 1951. Mniobia lenta ingår i släktet Mniobia och familjen Philodinidae. Inga underarter finns listade i Catalogue of Life.